# Long’an (köpinghuvudort i Kina, Jiangxi Sheng, lat 27,23, long 116,80)
Long'an är en köpinghuvudort i Kina. Den ligger i provinsen Jiangxi, i den sydöstra delen av landet, omkring 190 kilometer sydost om provinshuvudstaden Nanchang. Antalet invånare är 13 915. Befolkningen består av 6 550 kvinnor och 7 365 män. Barn under 15 år utgör 20,0 %, vuxna 15-64 år 72 %, och äldre över 65 år 7,0 %.
Runt Long'an är det ganska tätbefolkat, med 129 invånare per kvadratkilometer. Närmaste större samhälle är Tanxi, 14,9 km nordost om Long'an. I omgivningarna runt Long'an växer i huvudsak blandskog.
Genomsnittlig årsnederbörd är 2 454 millimeter. Den regnigaste månaden är juni, med i genomsnitt 431 mm nederbörd, och den torraste är oktober, med 19 mm nederbörd.